# Hookers sjölejon
Hookers sjölejon (Phocarctos hookeri) är en stor sälart i familjen öronsälar som lever på öar i närheten av Nya Zeeland.

## Utseende
Hannar har svartbrun päls och når vanligen en längd av 2,5 meter men vissa individer blir 3,5 meter långa. Vid skuldran har de en tjock man av styva hår. Honor är ljusbruna och maximalt 2 meter långa.

## Utbredning
Denna art lever på öar norr om Antarktis i Stilla havet, till exempel Aucklandöarna, Snareöarna och Campbell Island. De största kolonierna finns på Aucklandöarna. Utanför parningstiden vandrar många individer till Nya Zeelands södra ö.

## Levnadssätt
Innan parningen slåss hannarna om en bra plats i kolonin. Bara de tuffaste hannarna för möjlighet att para sig. Cirka 80 procent av hannarna får nöja sig med en plats vid kolonins rand där det sällan finns honor. En framgångsrik hanne har vanligtvis många honor.
Honorna föder oftast en unge åt gången, vårdar det några dagar och flyttar ungdjuret länge bort från kustlinjen innan de parar sig på nytt. I landets inre är ungdjuren säkra på grund av att andra rovdjur saknas.
Ungen får simförmåga efter cirka två månader och den diar sin mor fram till följande parningstid. Könsmognaden infaller för hannar efter 6 år. Några exemplar lever upp till 23 år.
Födan utgörs av bläckfiskar, mindre fiskar, kräftdjur, musslor och pingviner. Hookers sjölejon slukar mindre stenar för en bättre ämnesomsättning i mag- tarmkanalen.

## Hookers sjölejon och människan
Om beståndet före 1800-talet vet man inte mycket. Troligtvis fanns mycket fler individer än idag. Under 1800-talet dödades många djur och populationen på Aucklandöarna var utdöd bara tjugo år efter ögruppens upptäckt. Idag är ögruppen en skyddszon och beståndet har återhämtat sig. Hela beståndet beräknas till mellan 10 000 och 15 000 individer.